# Празнични срчани синдром
Празнични срчани синдром (акроним ПСС) је акутни поремећај срчаног ритам и/или поремећај срчане проводљивости повезан са претераном конзумацијом алкохола. Другим речима, код овог синдрома срце  особа које су за краћи временски период унели превише алкохолих пића у свој организам, постаје немирно.. Синдром се може јавити и код здравих особа, односно особа које немају проблема са срцем. Клиничком сликом доминира неправилни рад срца  узоркован поремећајем срчаног ритма познат као фибрилација срчаних преткомора или (атријална фибрилација), и/или осећај поспаности, општа слабост или недостатак даха (диспнеја). Симптоми су обично поприлично приметни и могу изазвати страх код пацијента.

## Историја
Повезаност између акутне конзумације алкохола и појаве срчаних аритмија први пут је пријављена раних 1970-их година. Први опис овог синдрома потиче од Филипа Етингера који је 1978. године по први пут описао „синдром празничног срца“ (СПС) као појаву код здравих људи без срчаних обољења за које је познато да изазивају срчану аритмију (акутни поремећај срчаног ритма), најчешће фибрилацију срчаних преткомора, после прекомерног испијења алкохола.
Назив је изведен из чињенице да су  ове епизоде у почетку најчешће посматрале након викенда или током државних празника. Од првобитног описа  „синдром празничног срца“ прошло је више од пола века, тако да су нова истраживања у овој области повећала обим знања у вези са овим синдромом.

## Опште информације о штетности алкохола
Алкохол је једна од најстаријих познатих дрога и најчешће коришћена рекреативна дрога у Сједињеним Америчким Државама, а вероватно и у остатку света. Алкохол може имати здравствене користи када се конзумира умерено јер нуди одређени степен кардиоваскуларне заштите због различитих механизама укључујући активацију фибринолитичког система, нижу агрегацију тромбоцита, антиоксидативне ефекте, побољшање липидног профила и побољшану функцију ендотела. Ови кардиопротективни ефекти су познати као „француски парадокс”. Међутим, злоупотреба алкохола може довести до неколико болести код људи, као што су зависност од алкохола, алкохолна болест јетре, проширена алкохолна кардиомиопатија, па чак и карцином усне дупље и једњака.
Међу кардиоваскуларним ефектима алкохола, чини се да редовна злоупотреба алкохола повећава крвни притисак, што доводи до артеријске хипертензије, која је сама по себи фактор ризика за друге кардиоваскуларне болести и за изненадну смрт.
Такође алкохол је повезан са променама прокоагуланата након акутног ингестије, хипокоагулацијом са хроничном злоупотребом и тромбоцитозом након повлачења. 
Поред тога алкохол, може смањити регионални церебрални проток крви утичући на церебрални метаболизам код хроничне злоупотребе или довести до вазоконстрикције церебралних артерија након акутног уноса. 
Сви напред наведени ефекти алкохола могу довести и до можданог удара, а  редовна злоупотреба је такође повезано са интракранијалним крварењем, које може бити фатално.
Такође постоји већи ризик од изненадне срчане смрти услед злоупотребе алкохола, који се повећава са унесеном количином, без обзира на присуство претходних срчаних догађаја као што су исхемијска болест срца или инфаркт миокарда.
Хронична конзумација великих количина алкохола је повезан са алкохолним кардиомиопатијама, подврста секундарне проширене кардиомиопатије, зна да буде повезана  не само срчаном инсуфицијенцијом, већ и са фибрилацијом срчаних преткомора (АФ) и другим срчаним аритмијама.
Према досадашњим сазнањима  алкохол је у стању да изазове срчане аритмије код здравих људи, било након акутног прекомерног узимања алкохола, опште познатог као "опијање", или хроничног пијења. И док су аритмије услед прекомерног пијења описане  као „синдром празничног срца“  (и о њима ће се даље говорити у овом чланку), аритмија због хроничног пијења су  повезана са конзумацијом >36 г алкохола/дан, али је корелација између ова два опијања мање јасна од оне код лаганог и умереног конзумирања алкохола.

## Епидемиологија
Учесталост којом се срчане аритмије могу приписати након употребе алкохола у САД су нејасна због различитих података. Једна студија је показала да је алкохол узрочник у 35% случајева новонастале фибрилација срчаних преткомора и у 63% случајева код пацијената млађих од 65 година. Насупрот томе, друга студија је показала да се 5%-10% свих нових епизода фибрилација срчаних преткомора може приписати употреби алкохола.
Учесталост поремећаја узрокованих алкохолом зависи од проучаване популације. На пример, када се разматрају пацијенти хоспитализовани због поремећаја ритма узрокованих алкохолом, чини се да су фибрилација срчаних преткомора и флатер (треперење) срчаних преткомора најчешће су аритмије. Када се узме у обзир иначе здрава, асимптоматска амбулантна популација, чини се да је синусна тахикардија најчешћа аритмија.
Прва велика проспективна студија у вези са аритмијама и алкохолом изведена је у Минхену на Октобарфесту 2015. године. Ова студија је била јединствена у поређењу са претходним студијама по томе што је испитана популација која је била иначе здрава (ванболничка) током  фестивала акутно конзумирала алкохол. У овом истраживању најчешћа аритмије код испитаника су биле:
- синусна тахикардија (25,9%);
- фибрилација срчаних преткомора (и/или флатер срчаних преткомора) која је примећена код 0,8% испитаника.

Када се све аритмије узму у обзир, повећање концентрације алкохола у крви је повезано са повећаном инциденцом срчаних аритмија.

## Патофизиологија
Теоретизира се да је неколико механизама одговорно за аритмогеност алкохола. Могу се окарактерисати у две широке групе: директни ефекти на миокард и утицај алкохола на традиционалне факторе ризика за фибрилацију срчаних преткомора.
Што се тиче директног дејства на миокард преткомора, алкохол изазива дисбаланс аутономног нервног система. Алкохол повећава активност симпатичког нервног система (СНС) (и са њим повезано повећава лучење епинефрина и норепинефрина), са резултујућим ефектима укључујући повећано ослобађање калцијума у миоцитима из саркоплазматског ретикулума. Повећана активност СНС-а је додатно доказана значајним повећањем инциденције синусне тахикардије и смањене респираторне синусне аритмије током акутне интоксикације алкохолом. Сходно томе, активира се и парасимпатички нервни систем (ПНС), са повећаним интермитентним вагалним тонусом, за који се показало да такође скраћује рефракторни период преткомора и изазива фибрилацију срчаних преткомора. Имајте на уму да ризик од фибрилације срчаних преткомора перзистира у фази „мамурлука“ и/или повлачења симптома тровања, то одговара повећаном тонусу симпатикуса.
Други директни ефекти на миокард су можда мање проучавани. Они укључују ефекте примарног метаболита алкохола ацеталдехида, који је повезан са локалном упалом и оксидативним стресом.
Сам алкохол такође може директно да смањи кретање натријума у миоцитима и може да утиче на интрацелуларну пХ вредност, која изазива ацидозу са малим дозама или алкалозу са већим дозама. Занимљиво је да ови ефекти могу бити специфични за поједину врсту, при чему су зечеви  и људи на сличан начин реаговали, док преткомора код паса изгледа да није погођена овим ефектом.
Истраживања су показала и да срчане ћелије изложене дозама етанола од 0,1% или виаше подлежу екструзији магнезијума (Мг 2+), вероватно због оксидације етанола цитохромом П-450 2Е1; међутим да ли ово доприноси алкохолној кардиомиопатији није познато.
Новија студија је открила да прекомерна конзумација алкохола активира стрес киназу  JNK (ц-Јун Н-терминална киназа)  (JNK2), која накнадно фосфорилише (и активира) ЦаМКИИ протеин, чиме се побољшава CaMKII погрешно руковање калцијумом саркоплазматског ретикулума—вх изазива аберантне калцијумове таласе и повећава осетљивост на атријалну аритмију. Насупрот томе, инхибиција CaMKII елиминише аритмичке активности изазване алкохолом.
У другој недавној студији која је укључивала изоловане људске атријалне и мишје атријалне или вентрикуларне кардиомиоците, истраживачи су указали на цурење калцијума из саркоплазматског ретикулума, као и на поремећено спајање ексцитације-контракције као основу за аритмогене и негативне инотропне ефекте (смањено систолно ослобађање експосуре калцијума). Истраживачи су приметили да производња реактивних врста кисеоника преко никотинамид аденин динуклеотид фосфат (NADPH) оксидазе (NOX2) и оксидативна активација CaMKII  имају кључну улогу у механизму деловања.
Анализа електрокардиограма (ЕКГ) урађених након разрешења аритмија код пацијената који су конзумирали велику количину алкохола показује значајно продужење PR, QRS и QT интервала у поређењу са пацијентима који су имали аритмије у одсуству конзумирања алкохола.
Аритмогеност алкохола је такође испитивана у електрофизиолошкој лабораторији. У студији која је процењивала 14 пацијената са историјом значајне конзумације алкохола, у почетку је атријална и вентрикуларна екстрастимулус техника изазвала:
- неодржану вентрикуларну тахикардију код једног пацијента,

- неодрживу атријалну фибрилацију код другог пацијента,

- упарене вентрикуларне одговоре код трећег пацијента и

- без одговора код преосталих 11 пацијената.[27]

Након примене алкохола, 10 од 14 пацијената развило је трајне или неодрживе тахиаритмије као одговор на екстрастимулусну технику, са значајним продужењем Хис-вентрикуларне проводљивости.
У другој студији, испијање вискија није резултовало променама у атријалном рефракторном периоду, али је олакшало индукцију атријалног треперења код појединаца који су хронично пили и оних који нису пили. Ови докази снажно сугеришу да алкохол поседује проаритмичка својства, која су чини се, израженији код пацијената са већом дисперзијом П-таласа.
Иако су описане абнормалности вентрикуларне реполаризације присутне на  ЕКГ-у, неизвесно је да ли вентрикуларни миокард реагује слично на етанол. Један случај вентрикуларне фибрилације је описан код пацијента који је конзумирао много алкохол, али је електрофизиолошка студија је  открила само индуцибилност атријалне фибрилације са брзим вентрикуларним одговором, али без вентрикуларних аритмија. 
Атриовентрикуларни блок изазван алкохолом је пријављен као ретка појава која се може јавити при релативно ниским нивоима алкохола у серуму.  Истраживачи сугеришу да механизам за успоравање и блокаду проводљивости може бити делимично последица претеране делимичне инхибиције струја калцијума и, потенцијално, натријумових струја у структурама проводног ткива као резултат повишеног тонуса вагуса. Оштећена функција спајања празнина такође може играти важну улогу. 
Што се тиче утицаја алкохола на традиционалне факторе ризика, један од најбоље проучаваних је алкохол и његова способност да погорша озбиљност опструктивне апнеје у сну, која  је јасно повезана са инцидентном атријалном фибрилацијом. Показало се да конзумирање алкохола повећава тежину апнеје у сну, или индекс апнеје-хипопнеје кроз различите механизме.
Поред тога, јасно је да конзумација алкохола (можда преко активације ЦНС) да повећава систолни и дијастолни крвни притисак.  Штавише, алкохол је такође повезан са погоршањем хипертензије, гојазности и кардиомиопатије. Иако су ови фактори ризика више повезани са дугорочним ризиком за развој атријалне фибрилације, вреди их поменути.

## Диференцијална дијагноза
Диференцијално дијагностички код празничног срчаном синдрома треба имати у виду:
- Алкохолизам.
- Фибрилацију срчаних преткомора.[32]
- Флатер срчаних преткомора.[33]
- Бактеријску упалу плућа или пнеумонију стечену у заједници, узрокована патогенима као што су S pneumoniae, H influenzae и M catarrhalis.[34]
- Хипертиреозу и тиреотоксикозу.[35]
- Суправентрикуларну пароксизмалну тахикардију.[36]
- Плућну емболију.[37]

## Терапија
Пацијенти који се јављају у одељење хитне помоћи са трајном тахиаритмијом која је последица акутне интоксикације алкохолом могу пратити електрокардиографски (ЕКГ). Три важна принципа принципа управљања атријалном фибрилацијом су:
- контрола брзине развоја симптома,

- контрола ритма и

- превенција можданог удара.

Имајући у виду генерално пролазну природу фибрилација срчаних преткомора изазване алкохолом у структурно нормалном срцу, контрола брзине и подршка за тровање алкохолом су генерално адекватни. За контролу брзине, може бити потребан третман са агенсом за блокаду атриовентрикуларних чворова (нпр  бета-блокатор, блокатор калцијумских канала) ако је вентрикуларни пулс брз. Ако се трајање фибрилација срчаних преткомора приближи 24-48 сати, може се размотрити кардиоверзија (фармаколошка или електрична) када се пацијент медицински оптимизује и када се заврши период ослобађања од алкохола. 
Већина пацијената са познатом структурном срчаном болешћу треба да буде примљена на посматрање и даље лечење ако аритмија потраје.
Након аритмије изазване алкохолом, обично је препоручљиво да се пацијенти уздрже од значајног напора, јер прекомерни катехоламини могу изазвати понављајуће епизоде у неким случајевима. Већина пацијената без основне болести срца требало би  да постепено наставе пуну физичку активност у наредних неколико дана.

## Превенција
Саветовати све пацијенте да убудуће не користе прекомерно  алкохол и да се уздрже од употребе стимуланса. 
Пацијенте са појавом фибрилација срчаних преткомора код којих је она иначе неочекивана (нпр ученика и студента) треба упозорити на штетности конзумацији алкохола и могућим срчаним и некардијалним последицама. 
Особе са хроничним алкохолизмом треба (по могучности)  пребацити у установе за детоксикацију/рехабилитацију.

## Прогноза
Прогноза је код већине случајева повољна јер се већина (>90%) случајева фибрилације срчаних преткомора изазване алкохолом спонтано повлачи, приближно 20%-30% фибрилација срчаних преткомора ће се поновити у року од 12 месеци.
Када се разматра тип фибрилација срчаних преткомора, показало се да је умерена до тешка конзумација алкохола најјачи фактор ризика за прогресију од пароксизмалне фибрилације срчаних преткомора до упорне фибрилација срчаних преткомора.